# Арматоли
Арматолите (на гръцки: Αρματολοί) (в османските източници марталуси, мартолоси), са обособена група православни в османска Тесалия и Македония на държавна служба в Османската империя, натоварени с поддържането на реда. Те имат право да носят оръжие, а естеството на службата им формира у тях навици и качества, които ги отличават от обикновените гърци. Тяхната общност е силно военизирана и участва активно във военните събития на Балканите.
Османският еничар Михаил Константинович през 1455 – 1463 г. описва марталусите като военно-повинно население, подобно на войнуганите, на брой няколкостотин души. На тях се възлагат длъжности по пограничната стража и им се плаща месечна заплата. Основна цел на арматолите е да поддържат обществения ред и да се противопоставят на набезите, т.е. да противодействат на клефтите и хайдутите. Често арматолите се набират из средите на разкаяли се и помилвани хайдути, които преминавали на страната на властта. Начело на арматолските дружини са капитани и протопаликари. Марталусите през XV – XVI век са въоръжени със сабя и копие, а капитаните им често се побратимяват с клефтите. Сулиотите в Епир първоначално са арматоли.

Първият район, над който арматолите установяват контрол, е планинският район на Аграфа, това става в средата на XV век. В българските земи марталуси са разположени във Видинския санджак при Ртан, в Баня и в долината на Църна река, където противодействат на набезите на отвъддунавски хайдути. Според Hopf, в района на Баня, Видински санджак, има 
| „                 | 26 еничарски синове като мартолози, които били освободени с царски фермани от всички ангарии, пионерни служби и доставяне на храна | “ |
| Hopf, 86, стр. 90 | |   |

Според същия източник при Църна река срещу кучайнските хайдути действат 31 мъже мартолози.
След започналите революционни промени по френски образец в Османската империя от 1808 г. с идването на власт на султан Махмуд II, сред араматолите се разпространяват опозиционни настроения, а след ликвидирането на еничарския корпус през 1826 г., повечето от тях застават на страната на борците за независимост на Гърция. В края на 20-те и през 30-те години на XIX век на основата на арматолските формации се формират въоръжените сили на независимото Кралство Гърция, останали по-известни в историографията като паликари.